# رنه اونگلوبه
رنه اونگلوبه (انگلیسی: René Unglaube؛ زادهٔ ۶ نوامبر ۱۹۶۵) بازیکن فوتبال اهل آلمان است.
از باشگاه‌هایی که در آن بازی کرده‌است می‌توان به باشگاه فوتبال اف‌سی فرانکفورت، باشگاه فوتبال یونیون برلین، و باشگاه فوتبال هرتابرلین اشاره کرد.
وی همچنین در تیم ملی فوتبال زیر ۲۱ سال آلمان شرقی بازی کرده‌است.